# Amanuel Mengis
Amanuel Mengis Ghebreindrias, né le 14 janvier 1995, à Asmara, est un coureur cycliste érythréen.

## Biographie
En 2013, Amanuel Mengis s'impose en Italie sur le Mémorial Raspa-Barili, réservée aux cyclistes juniors (moins de 19 ans). Il représente également son pays lors des championnats du monde de Florence.
Lors du Tour du Maroc 2015, il se classe quatrième de l'étape reine. Il rejoint ensuite l'équipe continentale allemande Bike Aid en 2016. Bon grimpeur, il termine quatrième du Tour du Cameroun. Il est cependant contraint d'écourter soudainement sa saison, en raison d'un problème de visa.

## Palmarès
- 2013
  - Mémorial Raspa-Barili

## Classements mondiaux
| Année                                 | 2016  |
| ------------------------------------- | ----- |
| Classement mondial                    | 1527e |
| UCI Africa Tour                       | 108e  |
|                                       |       |
| Légende : nc = non classéSource : UCI |       |